# Mia Amber Davis
Mia Amber Davis (New York, 25 juli 1975 - Los Angeles, 10 mei 2011) was een Amerikaanse actrice en plus-size model. Na haar verschijning in de filmkomedie Road Trip ging ze aan de slag als model. Naar aanleiding van haar gestalte was ze te gast ze in verscheidene talkshows, zoals die van Tyra Banks. Davis verscheen na Road Trip nog in één andere film, de horror-komedie Holla If I Kill You uit 2003. Daarin was ze samen te zien met onder andere Mike Yard (als Westside Will), met wie ze in 2008 trouwde en met wie ze samenbleef tot aan haar overlijden.
Davis overleed op 10 mei 2011 als gevolg van een longembolie, een dag nadat ze een operatie aan haar knie onderging. Of het één het gevolg was van het ander, kon niet met zekerheid worden vastgesteld.

## Filmografie
- Road Trip - Rhonda (2000)
- Holla If I Kill You - Rose (2003)